# Алмади
Алма́ди (порт. Almada, Almadas) — португальський шляхетний рід. За легендою походять від англійського лицаря-хрестоносця Вільяма Довгого-Меча (порт. Guilherme Longa Espada), який брав участь у звільненні Лісабона 1147 року й отримав у нагороду селище Алмада. Його нащадки називалися за іменем цього поселення. Також — Алмадський дім (порт. Casa de Almada), Алмадські (порт. de Almada)

## Герб
У золотому щиті синій перев'яз із двома золотими авіськими хрестами з просвітами. Обабіч перев'яза два червоні орли із чорним озброєнням. У нашоломнику — червоний орел. Герб вміщений до «Книги старшого герольда» (1509)

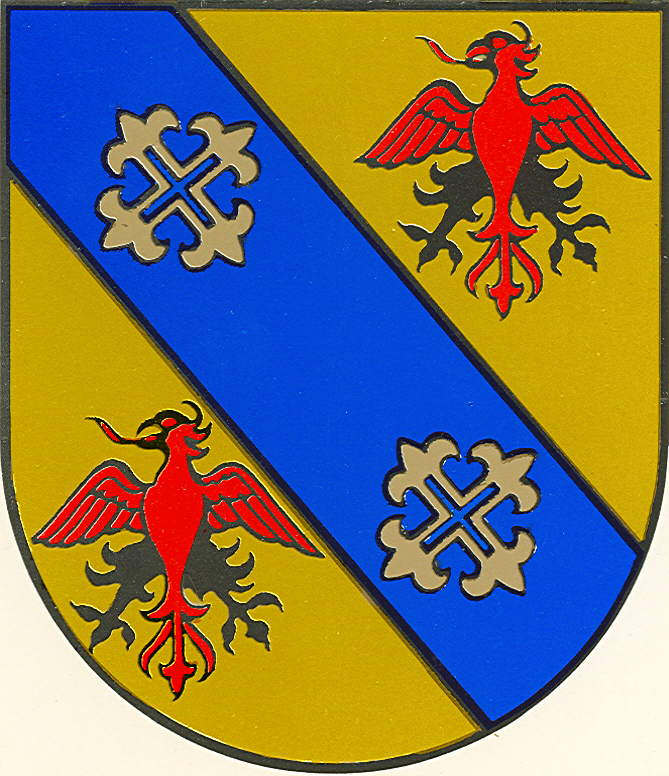
Герб Алмад
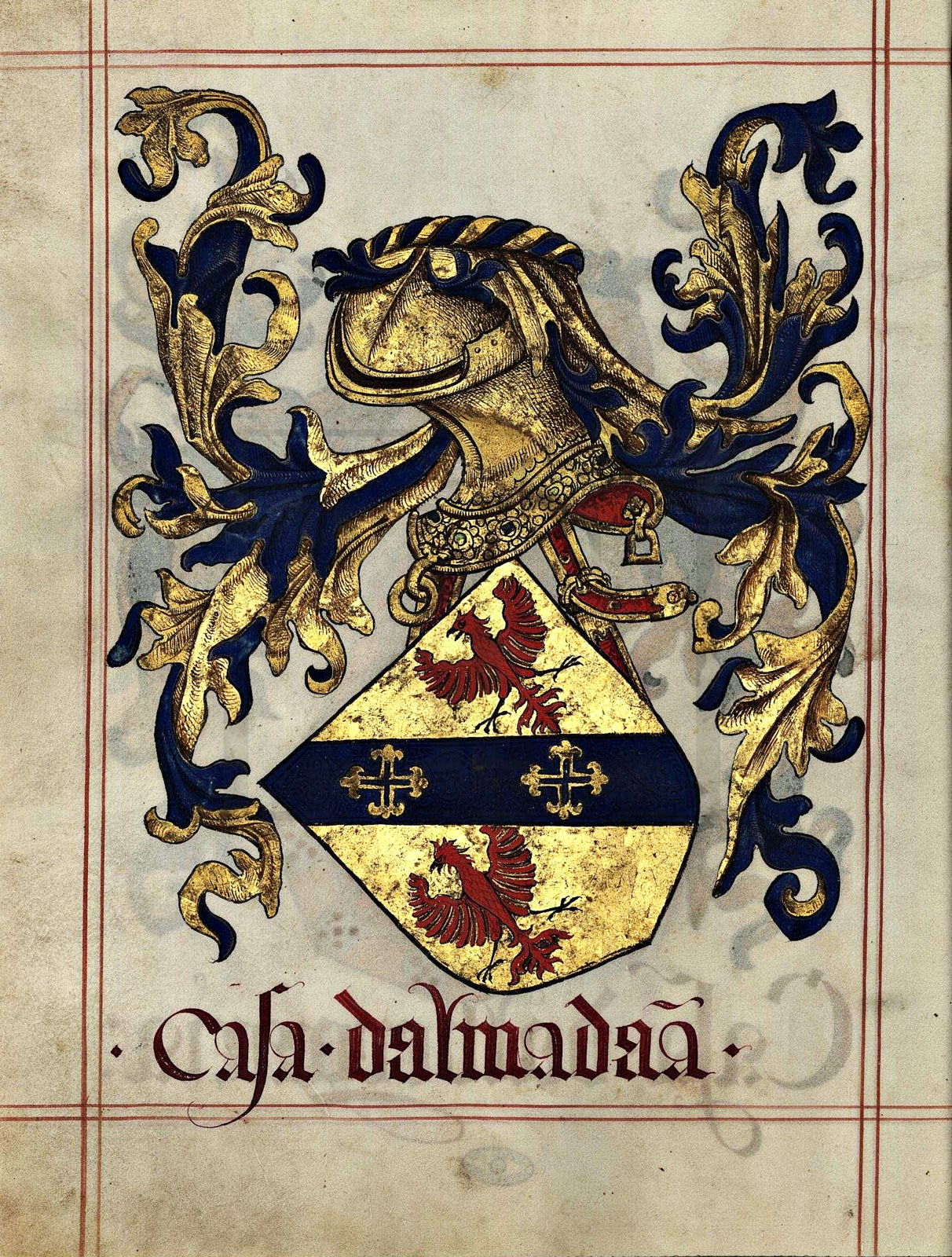
Livro do Armeiro-Mor, 1509
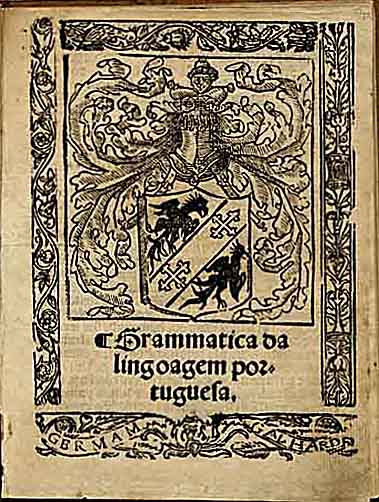
1538
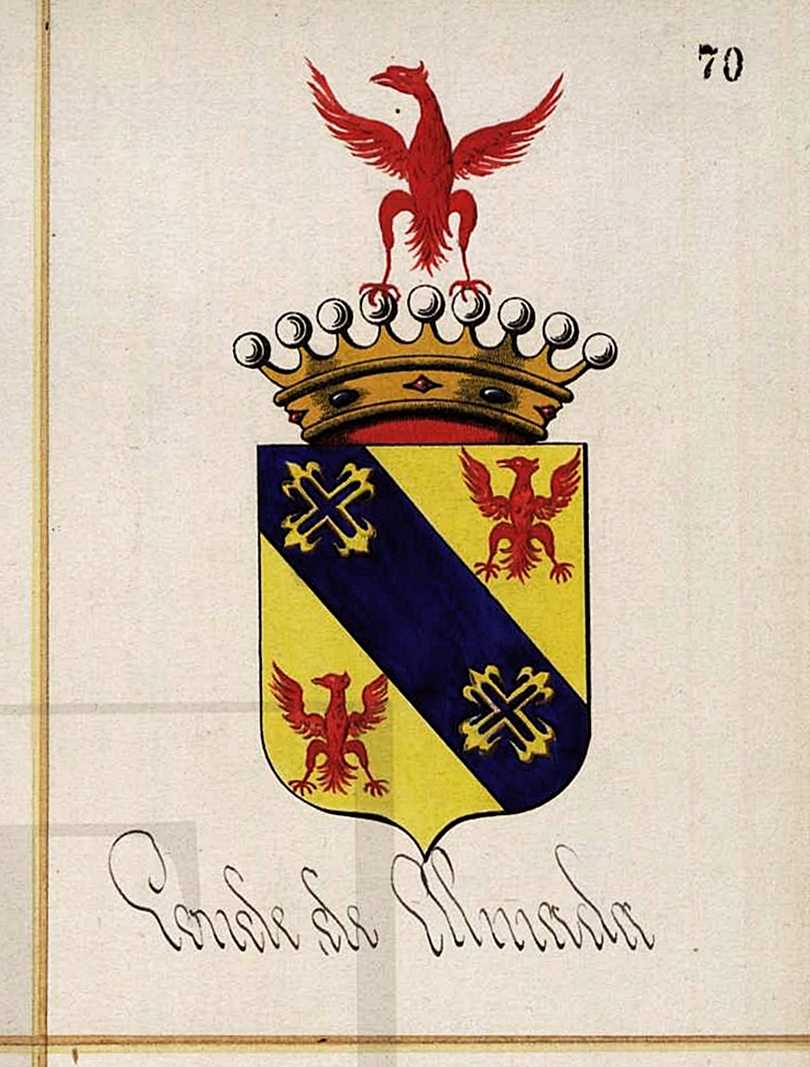
Livro Grandes
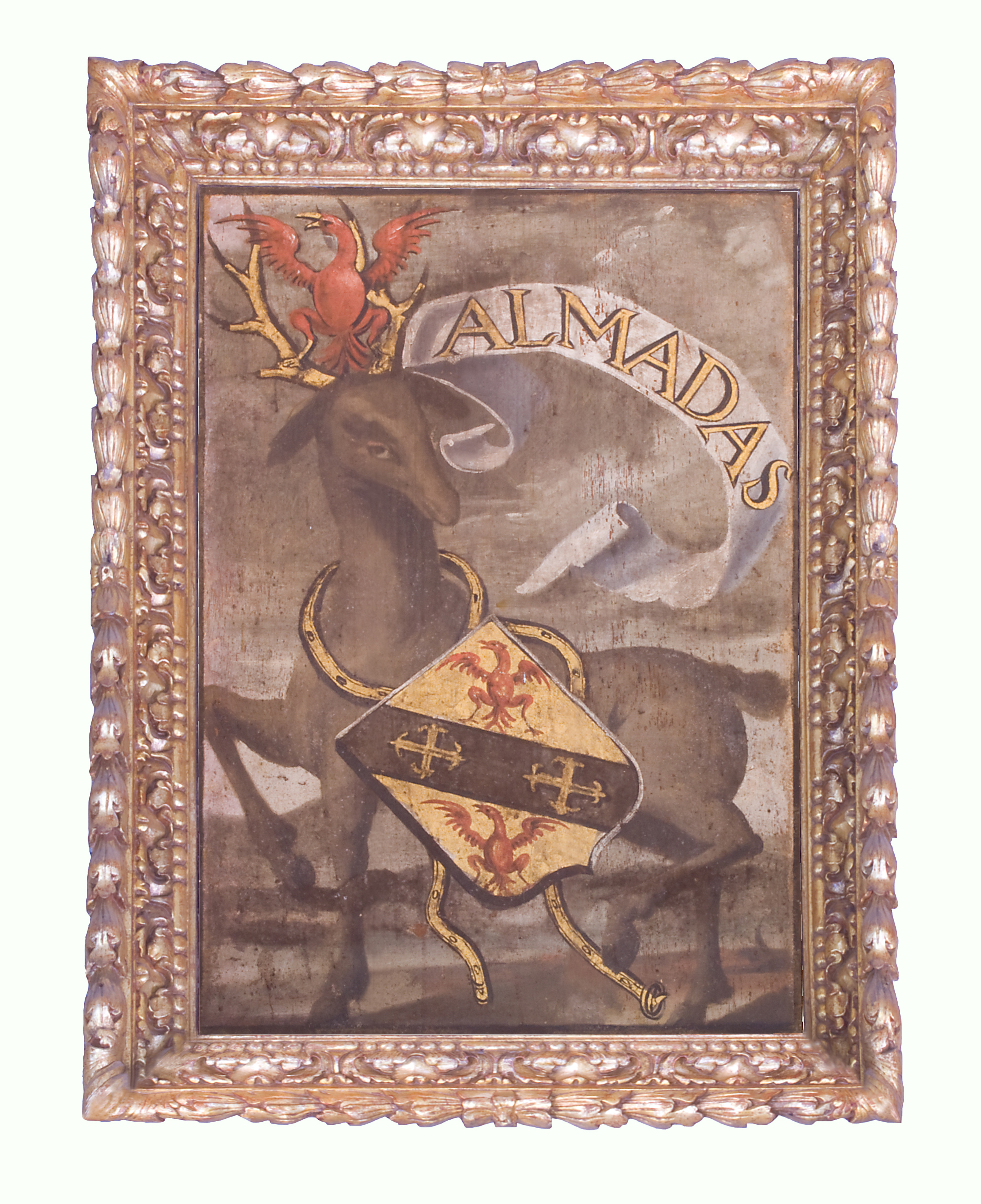
Сінтрський палац

## Представники
- Антан де Алмада (?—?), граф Авраншеський.
- Мануел де Алмада-Мінезіш (?—1578), єпископ Коїмбрський.